# Matti Hautamäki
Matti Antero Hautamäki (n. 14 iulie 1981, Uleåborg, Finlanda) este un fost săritor cu schiurile finlandez.

## Biografie
Matti a efectuat primele sărituri la vârsta de șapte ani, în apropierea orașului său natal Oulu. Când fratele său mai mare Jussi și prietenul său Lauri Hakola s-au mutat în Kuopio, Matti i-a urmat. La început i s-a părut greu să fie independent la 16 ani, dar a fost sfătuit și sprijinit de fratele său. De asemenea, sprijinul primit de la noul său antrenor Pekka Niemelä, pe care la întâlnit la școala sportivă din Kuopio, la ajutat să avanseze. În același an Matti a înregistrat primele succese  și a câștigat medalii la Cupa mondială de juniori în 1997 și 1999.

## Succese
La Turneul celor patru trambuline din 2001–'02 Hautamäki a terminat pe locul doi și în 2005 a câștigat Turneul scandinavic al celor patru trambuline pentru a doua oară după victoria din 2002. În sezonul 2004–'05 a câștigat șase etape consecutive, incluzând repetiția pre-olimpică de la Pragelato, turneul nordic al celor patru trambuline și prima etapă de la Planica, atingând astfel recordul de etape consecutive câștigate, (Janne Ahonen înregistrând 6 victorii consecutive în același sezon). Săriturile lui Matti au primit nota maximă, 20, de nenumărate ori, și este considerat cel mai bun zburător cu schiurile. Din 2003 până în 2005 a deținut recordul mondial de zbor cu schiurile măsurând 231 m. În martie 2005 la Planica, a zburat 235.5 m, dar a pierdut recordul mondial în aceeași etapă în favoarea lui Bjørn Einar Romøren, care a zburat 239 m.

## Medalii

### Jocurile Olimpice de iarnă
- Jocurile Olimpice de iarnă din 2002
  - Argint, cu echipa, pe trambulina mare
  - Bronz, în competiția individuală, pe trambulina mare
- Jocurile Olimpice de iarnă din 2006
  - Argint, în competiția individuală, pe trambulina normală
  - Argint, cu echipa, pe trambulina mare

### Campionatul mondial
- 2001 Campionatul mondial de schi nordic
  - Argint, cu echipa, pe trambulina normală
- 2002 Campionatul mondial de zbor cu schiurile
  - Bronz, în competiția individuală
- 2003 Campionatul mondial de schi nordic
  - Aur, cu echipa, pe trambulina mare
  - Argint, în competiția individuală, pe trambulina mare
- 2004 Campionatul mondial de zbor cu schiurile
  - Argint, cu echipa
- 2005 Campionatul mondial de schi nordic
  - Argint, cu echipa, pe trambulina mare

### Cupa mondială

#### Clasări la final de sezon
- sezon 1997/1998 - 38.
- sezon 1998/1999 - 101.
- sezon 1999/2000 - 17.
- sezon 2000/2001 - 6.
- sezon 2001/2002 - 3.
- sezon 2002/2003 - 8.
- sezon 2003/2004 - 7.
- sezon 2004/2005 - 3.
- sezon 2005/2006 - 11.
- sezon 2006/2007 - 9.
- sezon 2007/2008 - 19
- sezon 2008/2009 - 12
- sezon 2009/2010 - 27

#### Etape câștigate
1. Finlanda Kuopio - 2 decembrie 2000
2. Polonia Zakopane - 19 ianuarie 2002
3. Suedia Falun - 13 martie 2002
4. Norvegia Trondheim - 15 martie 2002
5. Slovenia  Planica - 22 martie 2003
6. Slovenia  Planica - 23 martie 2003
7. Finlanda Kuusamo - 28 noiembrie 2003
8. Japonia Hakuba - 23 ianuarie 2004
9. Italia Pragelato - 11 februarie 2005
10. Finlanda Lahti - 6 martie 2005
11. Finlanda Kuopio - 9 martie 2005
12. Norvegia Lillehammer - 11 martie 2005
13. Norvegia Oslo - 13 martie 2005
14. Slovenia  Planica - 19 martie 2005
15. Polonia Zakopane - 28 ianuarie 2006
16. Polonia Zakopane - 29 ianuarie 2006

#### Clasări pe podium
1. Finlanda Kuopio - 27 noiembrie 1999 (locul 3)
2. Finlanda Kuopio - 2 decembrie 2000 (locul 1)
3. Germania Willingen – 4 februarie 2001 (locul 3)
4. Germania Oberstdorf – 3 martie 2001 (locul 3)
5. Austria Villach – 8 decembrie 2001 (locul 2)
6. Elveția Engelberg – 15 decembrie 2001 (locul 3)
7. Austria Bischofshofen – 6 ianuarie 2002 (locul 2)
8. Germania Willingen – 12 ianuarie 2002 (locul 2)
9. Polonia Zakopane - 19 ianuarie 2002 (locul 1)
10. Polonia Zakopane - 20 ianuarie 2002 (locul 3)
11. Suedia Falun - 13 martie 2002 (locul 1)
12. Norvegia Trondheim - 15 martie 2002 (locul 1)
13. Japonia Hakuba – 23 ianuarie 2003 (locul 2)
14. Austria Tauplitz/Bad Mitterndorf – 2 februarie 2003 (locul 3)
15. Finlanda Lahti - 14 martie 2003 (locul 2)
16. Finlanda Lahti - 15 martie 2003 (locul 2)
17. Slovenia  Planica - 22 martie 2003 (locul 1)
18. Slovenia  Planica - 23 martie 2003 (locul 1)
19. Finlanda Kuusamo - 28 noiembrie 2003 (locul 1)
20. Japonia Hakuba - 23 ianuarie 2004 (locul 1)
21. Italia Pragelato - 11 februarie 2005 (locul 1)
22. Finlanda Lahti - 6 martie 2005 (locul 1)
23. Finlanda Kuopio - 9 martie 2005 (locul 1)
24. Norvegia Lillehammer - 11 martie 2005 (locul 1)
25. Norvegia Oslo - 13 martie 2005 (locul 1)
26. Slovenia  Planica - 19 martie 2005 (locul 1)
27. Germania Garmisch-Partenkirchen – 1 ianuarie 2006 (locul 3)
28. Polonia Zakopane - 28 ianuarie 2006 (locul 1)
29. Polonia Zakopane - 29 ianuarie 2006 (locul 1)
30. Germania Garmisch-Partenkirchen – 1 ianuarie 2007 (locul 2)
31. Norvegia Vikersund – 13 ianuarie 2007 (locul 3)
32. Polonia Zakopane – 20 ianuarie 2007 (locul 3)
33. Norvegia Oslo/Holmenkollen – 18 martie 2007 (locul 3)